# 宮古協栄バス
宮古協栄バス合資会社（みやこきょうえいバス）は、沖縄県宮古島市に本社を置き、宮古列島（宮古島、来間島、伊良部島、下地島）で路線バス、観光バス事業を営むバス会社である。他に関連会社の合資会社協栄タクシーが、タクシー事業を営んでいる。

## 沿革
- 1959年（昭和34年）2月3日 - 城辺協栄バス合資会社を設立。
- 1979年（昭和54年）4月 - 下地町営バスの路線移管に伴い、現在の社名へ変更。
- 2002年（平成14年）2月1日 - 新城吉野保良線、比嘉福東線、仲原線、長北山北線、友利線の5系統を、新城吉野保良線、長北山北線、友利線の3系統に再編[2][3]。
- 2013年（平成25年）6月3日 - 県立宮古病院の新築移転に伴うダイヤ改正。各路線の平良行きの平日朝時間帯の便を同病院に乗り入れ開始[2][4]。
- 2015年（平成27年）2月1日 - 前日の伊良部大橋開通に伴うダイヤ改正。系統7番（久松線）を除く5路線を平良港へ延長[5][6]。
- 2019年（平成31年）2月14日 - 本社事務所を移転[7]。
- 2019年（平成31年）3月30日 - みやこ下地島空港リゾート線を開業[8][9]。

## 路線
宮古島の南部を中心に、宮古島市の中心市街地（旧平良市）と旧郡部（宮古郡）の旧上野村・城辺町・下地町・伊良部町の地域を結ぶ6路線を運行する。
バス停名「協栄車庫」にある車庫が運行の拠点である。上記沿革にある移転前の車庫はバス停名を「平良」としており、同じく宮古列島（主に宮古島北部）を営業エリアとする八千代バスも同名の平良バスターミナルを拠点としており、両ターミナルはバス停名が同名にもかかわらず離れた場所にあったが、移転後に名称の重複は解消されている。また、両社はともに宮古島市中心部に乗り入れるにもかかわらず、かつては重複区間も接続停留所もまったくなかった。しかし、伊良部大橋の開通に合わせて伊良部島の共和バスを含む3社が平良港への乗り入れを開始し、結節点となった平良港で3社の乗り換えが可能となった。2021年1月4日より結節点は宮古島市役所へ移動し各系統、平良中心部の経路を変更している。
協栄車庫発着便のうち全便が経由する4番を除く路線は平日の午前中に旧郡部から平良港方面に向かう便1-2本は県立宮古病院・実業高校経由となる。なお、宮古病院からの帰りの便は「ニーズが不確定」として経由されない。
ダイヤは平日と土日祝日ダイヤがあるが、学校の春・夏・冬休み期間は土日祝日ダイヤでの運行となる。ただし春・夏・冬休み期間でも平日は宮古病院を経由する、

### 現行路線
6路線。
以下の経路の表記において 【 】 は経由する便としない便、またはどちらかを経由する便の設定があることを示す。

#### 系統1番（新城吉野保良線）
協栄車庫 → 沖銀前 → 市場通り → 警察署前 → 宮古島市役所 → 宮古自練前 → 名底 → 野原越 → 長間局前 → 城辺小前 → 福里 - 皆福 - 七又 - 新城 - 保良 - 七又 - 大道 - 福里 → （この間協栄車庫発と逆経路）→ 市場通り → 【沖銀前/宮古病院】→ 協栄車庫
平良と島の南東部の旧城辺町の福里・保良（ぼら）地区を結ぶ路線である。福里以遠はラケット状に循環運行するが、午前は皆福→大道、午後は大道→皆福の順に運行。5本の運行（うち1本協栄車庫に戻る経路で宮古病院経由）。他に平日の始発便は保良始発大道・宮古病院経由。

#### 系統2番（長北山北線）
協栄車庫 → 沖銀前 → 市場通り → 警察署前 → 宮古島市役所 →  宮古自練前 → 空港ターミナル前 → 名底 - 野原越 - 長間局前 - 比嘉 - 福里 - 大瀬原 - 山北 - 名底 → （この間協栄車庫発と逆経路）→ 市場通り → 【沖銀前/宮古病院】→ 協栄車庫
平良と島東部（県道78号線以北）の比嘉地区を結ぶ路線である。名底以遠はラケット状に循環運行する。平日・土日祝日とも2本運行（うち1本協栄車庫に戻る経路で宮古病院経由）で、午前1本は野原越→山北の順で、午後1本は山北→野原越の順で運行。

#### 系統3番（友利線）
協栄車庫 【→ 沖銀前 → 市場通り → 警察署前 → 宮古島市役所】 →  宮古自練前 → 名底 → 野原越 - 中組 - 【西中/砂川】 - 友利 - 砂川 - 花切 - 野原越 → 名底 → 宮古自練前 → 公設市場前 → 平良港 → 公設市場前 → 【沖銀前/宮古病院】→ 協栄車庫
平良と島の南部の旧城辺町域西側の友利地区を結ぶ路線。平日5本、土日祝日4本運行（うち2本協栄車庫に戻る経路で宮古病院経由）。朝の平日のみ運行便は協栄車庫発の経路時は沖銀前・市場通り・宮古島市役所などを経由しない。野原越以遠は基本的にラケット状に循環運行するが、午前は中組→花切、午後は花切→中組の順に運行。また5本のうち3本（平日のみ運行便含む）は経路に西中を含み、2本は西中を通らず砂川・友利間を往復運行する。

#### 系統4番（与那覇嘉手苅線）
嘉手苅方面:協栄車庫 → 県合同庁舎前 → 宮古島市役所 → 警察署前 → 市場通り → 宮古病院 → イオンタウン南店 → 空港ターミナル前 → 下地町役場前 - 洲鎌 - 嘉手苅 - 入江 - 【来間】 - 洲鎌 - 与那覇 - 下地町役場前 → 【空港ターミナル前】 → イオンタウン南店 → 宮古病院 → 市場通り → 警察署前 → 宮古島市役所 → 県合同庁舎前 → 協栄車庫
来間折り返し: 協栄車庫 → 県合同庁舎前 → 宮古島市役所 → 警察署前 → 市場通り → 宮古病院 → イオンタウン南店 → 空港ターミナル前 → 下地町役場前 → 与那覇 → 洲鎌 → 来間 → 洲鎌 →  下地町役場前 → （この間協栄車庫発と逆経路） → 協栄車庫
与那覇折り返し: 協栄車庫 - 県合同庁舎前 - 宮古島市役所 - 警察署前 - 市場通り - 宮古病院 - イオンタウン南店 - 空港ターミナル前 - 下地町役場前 - 与那覇
平良と島南西部の与那覇・嘉手苅両地区を結ぶ路線である。与那覇で折り返す便が1本、来間島で折り返す便が1本、入江湾周辺部の入江・嘉手苅地区を回るラケット型循環経路の便が2本あり、午前は嘉手苅→与那覇の順（来間経由）、午後は与那覇→嘉手苅の順に運行。他に平日のみ嘉手苅始発の与那覇回りの便が1本あり、この便は宮古空港は経由しない。
空港ターミナル前経由便は2022年に宮古空港近くにオープンしたサンエー宮古島シティを通過するが、協栄車庫発便・協栄車庫行便ともに空港ターミナル前→サンエー宮古島シティの経路で通過する。

#### 系統5番（新里宮国線）
協栄車庫 【→ 沖銀前 → 市場通り → 警察署前 → 宮古島市役所】 →  宮古自練前 → 【空港ターミナル前】 → 山中 → 東ツンマー - 上野村役場前 - 宮国 - うえのドイツ村 - シギラビーチ入口 - 新里 - 【野原公民館前】 - 東ツンマー → 山中 → 【空港ターミナル前】 → 宮古自練前 → 宮古島市役所 → 警察署前 → 市場通り → 【沖銀前/宮古病院】→ 協栄車庫
平良と島の南部の旧上野村域を結ぶ路線。東ツンマー以遠は旧上野村域を一周するラケット型循環路線である。平日5本、土日祝日4本運行（うち2本協栄車庫に戻る経路で宮古病院経由）。朝の平日のみ運行便は協栄車庫発の経路時は沖銀前・市場通り・宮古島市役所などを、往復とも宮古空港をそれぞれ経由しない。野原公民館前は平日朝運行の1本と毎日運行の3本が経由する。
2016年3月1日の改正により、系統番号が6番から5番に変更された。

#### 系統9番（みやこ下地島空港リゾート線）
経路
東急ホテル前 - 空港ターミナル前 - 公設市場前 - マティダ市民劇場前 - みやこ下地島空港ターミナル
宮古島南部の東急ホテル前から宮古空港および平良市街地を通り、伊良部大橋からみやこ下地島空港ターミナルに至る路線。ルートは中央交通が運行する「みやこ下地島エアポートライナー」とほぼ重複している。伊良部島内は島の南岸を走行し共和バスと重複しないルートを取る。空港アクセスバスであるが、クローズドドアシステムを採用する中央交通と異なり各停車地相互間で利用可能。下地島空港を発着する国内線に合わせて運行。帰り便は飛行機到着遅延の場合は出発を遅らせる。なお飛行機欠航時には運休。

### 過去の路線

#### 系統5番（空港線）
経路
空港 - 東急リゾートホテル
2002年（平成14年）4月1日に、宮古空港 - 東急リゾートホテル間の無料シャトルバスの運行を開始。2014年（平成26年）3月31日に廃止。

#### 系統7番（久松線）
経路
駐車場前 - 合同庁舎前 - 久松
平良と市街地南西部の久松地区を結ぶ短距離の路線。平良では他路線と違い、本社バスターミナルではなく宮古島公設市場の向かいにある「駐車場前」から発着していた。かつては市場へ通う行商人が多く利用し、最盛期には日中30分間隔で運転されていたが、近年は利用客も減少し末期は1日1往復のみの運行であった。2016年（平成28年）3月1日廃止。なお、同社の運行路線で唯一、県・市からの赤字補てん金の対象からはずれていた。

## 車両
いすゞ、日産ディーゼル（現：UDトラックス）、三菱ふそう、日野の国内4メーカーを揃えている。
路線車に関しては、これまで自社発注の車両（非冷房仕様）が占めていたが、現在は本土から移籍してきた中古車両への代替が進められ、2011年（平成23年）6月からはスロープ付きのワンステップバスが導入されている。
2018年からノンステップバスを導入して全車ノンステップバスに統一した。
また以下の特筆すべき特徴がある。
- 冷房は使用されない。
- 次のバス停のアナウンスや表示はない。

冷房以外は宮古地区の路線バス業者に共通である。

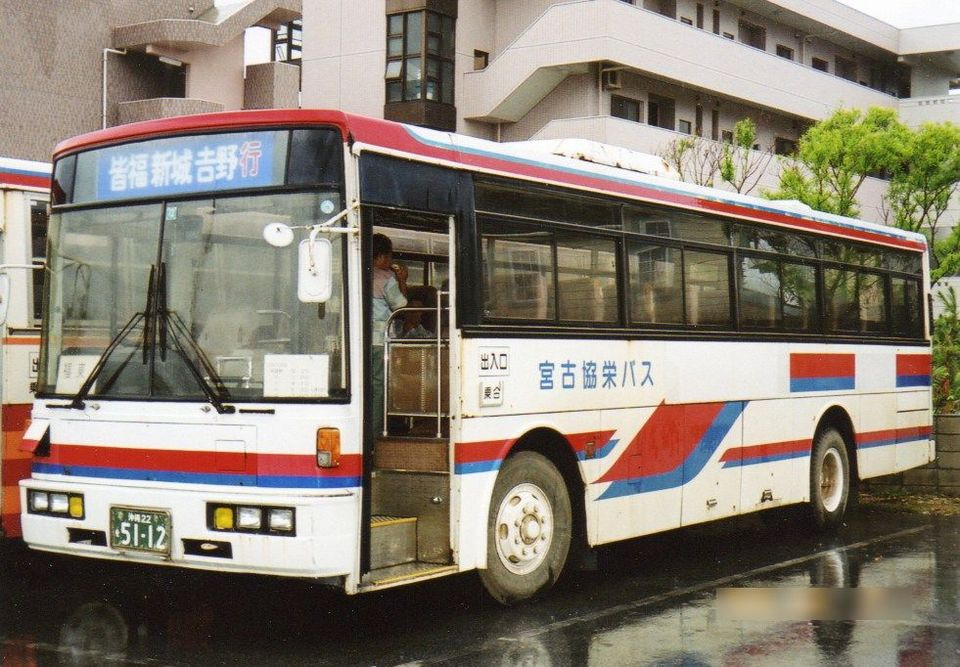
路線車 （日産ディーゼル）
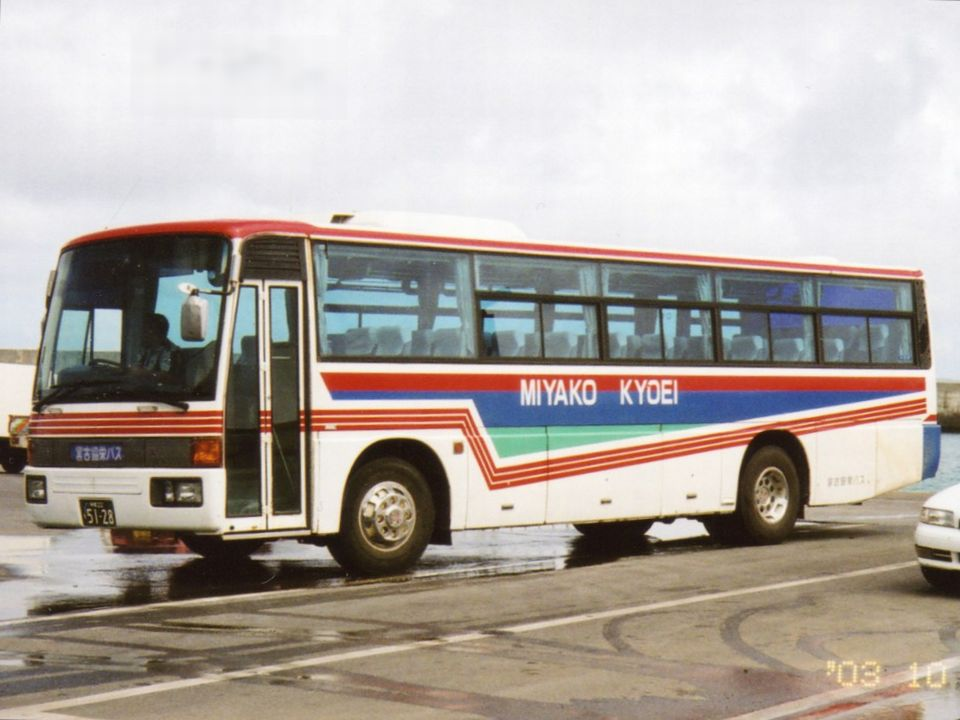
貸切車 （三菱ふそう）

### 移籍車の供給元
- 神奈川中央交通
- ジャパンタローズ
- 江ノ電バス
- 千葉中央バス
- 松戸新京成バス
- 名古屋市営バス
- 岐阜バス
- ヤサカ観光バス
- 伊豆箱根バス

#### かつて存在した移籍車の供給元
- 京王バス
- 下電観光バス
- 立川バス
- 中部観光バス
- 横浜市交通局